# Helenka Adamowska
Helen „Helenka” Tradusa Adamowska-Pantaleoni (ur. 22 listopada 1900 w Brookline, Massachusetts, zm. 5 stycznia 1987 w Nowym Jorku) – amerykańska aktorka filmowa i teatralna oraz działaczka charytatywna polskiego pochodzenia.

## Życiorys
Urodziła się w rodzinie znanych muzyków. Rodzice, Józef i Antonina Szumowska-Adamowska, wraz z jej stryjem Tymoteuszem tworzyli grupę Adamowski Trio. Po sukcesach w Europie i Stanach Zjednoczonych rodzina Adamowskich osiadła w końcu w Brookline w stanie Massachusetts, gdzie urodziła się Helenka. Była także spokrewniona z wielkim polskim pianistą i mężem stanu Ignacym Janem Paderewskim.
W latach 20. występowała na deskach teatrów Broadwayu. Udokumentowane są występy w czterech spektaklach: Sandro Botticelli (marzec – kwiecień 1923), Sweet Nell of Old Drury (maj – czerwiec 1923), The Pilgrimage (listopad 1925) i The Half-Caste (marzec – maj 1926). Wystąpiła także w dwóch filmach niemych: Second Fiddle (1923) oraz Grit (1924).
W październiku 1935 r. poślubiła prawnika włoskiego pochodzenia Guido Pantaleoni Jr. Zamożny wdowiec miał troje dzieci z pierwszego małżeństwa, Helenka urodziła jeszcze dwóch synów. W czasie wojny Guido Pantaleoni zginął, wykonując lot bojowy nad Sycylią. Helenka działała w tym czasie w Radzie Polonii Amerykańskiej.
Po wojnie, w 1947 roku Helenka Adamowska-Pantaleoni została współzałożycielką amerykańskiego oddziału UNICEF, którego prezeską była od 1953 do 1978, kiedy to przeszła na emeryturę.
Jej młodszy brat Tadeusz Adamowski był hokeistą-olimpijczykiem reprezentującym Polskę, a jej wnuczką jest amerykańska aktorka Téa Leoni.

## Książki o Helence Adamowskiej
- A Gift from the Heart: Profile of Helenka Adamowska Pantaleoni, American Volunteer and Founding Spirit of UNICEF, Jan Pirkey, Franktown, Colo.: JP Enterprises, 1986
- In Her Own Words: Helenka Adamowska Pantaleoni, 1900-1987, Helenka Adamowska Pantaleoni, United States Committee for UNICEF, 1994.
- Reminiscences of Helenka Pantaleoni: Oral History, Helenka Adamowska Pantaleoni; Richard M Polsky (rękopis) 1977.